# Jaap van den Berg (1953)
Jaap van den Berg (Rotterdam, 15 november 1953) is een voormalig profvoetballer van Excelsior, N.E.C. en Fortuna Sittard.
Jaap van den Berg maakte zijn debuut in de eredivisie in het seizoen 1974-1975 bij Excelsior, waar hij ook de jeugdopleiding had doorlopen. In juli 1975 maakte hij deel uit van het Nederlands militair elftal dat tweede werd op de militaire wereldkampioenschappen. Na slechts één seizoen op Woudestein maakte de middenvelder de overstap naar NEC.
Van den Berg speelde twee seizoenen in Nijmegen, waarna hij in 1977 de overstap maakte naar Fortuna Sittard. Met de Limburgers promoveerde hij in 1982 naar de eredivisie. Twee jaar later beëindigde Van den Berg zijn professionele voetballoopbaan.